# Lijst van afleveringen van Checkpoint (seizoen 6)
Dit is een lijst van afleveringen van Checkpoint van seizoen 6. In de schema's staan de gestelde vraagstukken aangegeven, de getrokken conclusie en notities van de test. Bij sommige tests werd er geen (concrete) conclusie getrokken, in dat geval wordt er doorverwezen naar de notities.

## Inleiding
Het zesde seizoen van Checkpoint start nog geen twee maanden na het vijfde. Op 18 februari 2012 wordt de eerste uitzending uitgezonden.
Er zijn geen veranderingen in het testteam. De negen testteamleden van seizoen 5 doen allemaal ook weer mee in seizoen 6. Hiermee is het voor het eerst sinds seizoen 1/2 dat er geen veranderingen in het testteam zijn ten opzichte van het seizoen ervoor. Ook een aantal rubrieken in seizoen 6 zijn hetzelfde als in seizoen 5. Vuurwerk, De Glijbaan en Schimmelgevaar keren terug, maar er zijn ook een aantal nieuwe, te weten Spreekwoorden en Recycle.

## Samenstelling testteam
- Tom Berserik
- Myrthe Busch
- Ghino Girbaran
- Dzifa Kusenuh
- Rick Mackenbach
- Luara Prins
- Pascal Tan
- Dico Verschure
- Arjan de Vreugt

## Afleveringen

### Aflevering 1
Uitzenddatum: 18 februari 2012.

#### Weerballon
| Onderwerp                   | Notities |
| --------------------------- | --- |
| Beelden van de Aarde maken. | In deze test werd een poging gedaan om beelden te maken van de Aarde. Testteamleden Arjan en Ghino en presentator Klaas zouden dit met een weerballon gaan doen waar een kleine camera aan hing. Een parachute moest ervoor zorgen dat de camera, na het knappen van de ballon, niet op de grond te pletter zou vallen. Voordat de weerballon werd opgelaten werd eerst de parachute getest. Een doos met zes eieren werd vanaf een kerktoren aan de parachute neergelaten en alle eieren bleven heel. Dit zou betekenen dat de parachute zou werken. De weerballon met camera werd losgelaten vanaf het terrein van Checkpoint en kwam tot 29,3 kilometer hoogte voordat de ballon knapte. De camera daalde omlaag aan de parachute en kwam in een weiland neer. Op de verkregen beelden was inderdaad de Aarde van buitenaf te zien. |

#### Vuurwerk → Prullenbak
| Onderwerp                   | Notities |
| --------------------------- | --- |
| Vuurwerk in een prullenbak. | Vuurwerk werd in een prullenbak gedaan met een deobus en een fles wasbenzine. Het vuurwerk ging met een dusdanige knal af dat de prullenbak uit elkaar sloeg. Daarbij vatten de deobus en de wasbenzine vlam en veroorzaakten een oncontroleerbare brand. |

#### Jongens vs Meiden → Ontsnappen
| Situatie                                   | Winnaar | Notities |
| ------------------------------------------ | ------- | --- |
| Geketend op een stoel,                     | Meiden. | Dzifa en Ghino zaten vastgeketend op een bureaustoel die achterwaarts over een parcours werd getrokken. De kettingen zaten vast met vijf sloten en de bedoeling was om los te komen voordat de stoel aan het einde van het parcours achterover zou klappen. Ghino ging als eerste en hij slaagde erin één slot te openen, Dzifa ging daarna en was in staat volledig los te komen. |
| Opgesloten in een bak die vol water loopt. | Meiden. | Bij deze proef werden Dzifa en Ghino in een tank gezet die met een rooster werd afgesloten. De bak liep vol water en de bedoeling was om het rooster omhoog te krijgen door een aantal vleugelmoertjes in de hoeken van de bak, los te draaien. Dzifa deed deze proef als eerste en maakte hem in 1'54" af. Ghino ging erna, maar was met 1'57" net drie seconden trager.          |
| Vastgebonden met naderende bouvier.        | Meiden. | In de laatste proef zaten Dzifa en Ghino vastgebonden op een stoel. Achter hen stond een blaffende bouvier met daartussen drie hekken. Iedere minuut zou er een hek omhoog gaan en de bedoeling was om vrij te komen voordat er drie minuten verstreken waren. Ook hier was Dzifa als eerste klaar.                                                                                |
| Uiteindelijke winnaar.                     | Meiden. | Eindstand: 3-0. Getrokken conclusie: de meiden zijn het beste in stressvolle situaties, met name het ontsnappingsgedeelte. |

### Aflevering 2
Uitzenddatum: 25 februari 2012.

#### Net als in de film → "Parachute springen"
| Onderwerp                              | Notities |
| -------------------------------------- | --- |
| Uit een gebouw springen met parachute. | Ghino kreeg een parachute om, maar bleef gewoon op de grond staan. Pascal klom op een keukentrap en hield de touwen van Ghino's parachute strak. Dit geheel werd van onderaf gefilmd door presentator Klaas. Op deze manier werd de illusie gewekt dat Ghino daadwerkelijk een parachutesprong maakte. |

#### Jong vs Oud → Brein
In deze test werd getest of het brein van jongeren of ouderen beter werkt. Testteamleden Dico en Luara namen het in deze test op tegen twee ouderen.
| Uitdaging              | Winnaar   | Notities |
| ---------------------- | --------- | --- |
| Memory.                | Jongeren. | Deze proef werd gedaan met behulp van een geblindeerde automatiek waarin snacks lagen. De jongeren hadden meer snacks goed dan de ouderen en wonnen deze proef. |
| Taalquiz.              | Ouderen.  | Presentator Klaas stelde een aantal quizvragen op het gebied van taal. De jongeren en de ouderen kregen een fles spuitverf en moesten daarmee de antwoorden op een bord schrijven. Uiteindelijk maakten de jongeren drie fouten en de ouderen twee. |
| Hoofdrekenen.          | Ouderen.  | In de laatste deeltest werd van beide teams het vrouwelijke teamlid opgesloten in een cabine die met schuim werd gevuld. De deur van deze cabine zat op slot met een cijferslot en om achter de code van dit slot te komen, moest een deelsom worden opgelost. De jongeren gingen als eerste, maar ze slaagden er niet in om de opdracht binnen de tijdslimiet uit te voeren. De ouderen gingen daarna en die slaagden wel. |
| Uiteindelijke winnaar. | Ouderen.  | Eindstand: 2-1. Getrokken conclusie: de ouderen weten hun brein nog net iets beter te gebruiken dan de jongeren. |

#### De Glijbaan → Sms'en
| Vraag                                     | Antwoord                                                   | Notities |
| ----------------------------------------- | ---------------------------------------------------------- | --- |
| Kun je je vrienden sms'en in de glijbaan? | Echte tekst lukt niet, maar een teken van leven geven wel. | Voor deze proef kreeg Luara een mobiele telefoon mee in de glijbaan en moest ze een sms aan Klaas sturen. Bij aankomst beneden was de verkregen tekst hoi jaar. |

#### Waterkracht
| Onderwerp      | Notities |
| -------------- | --- |
| Blik soep.     | Tom en Dico zetten een blik soep op een kooktoestel en namen afstand. Het blik zwol langzaam op en werd uiteindelijk gelanceerd. Even verderop kwam het blik weer neer en bleek volledig leeg te zijn. |
| Hogedrukspuit. | Met behulp van verschillende buizen en slangen maakten Tom en Dico een hogedrukspuit. Toen deze klaar was, vulden ze de constructie met water en voerden ze de druk op tot 5 bar. Daarmee waren ze in staat om af te wassen. Vervolgens werd een professionele hogedrukspuit van 2500 bar ingezet en daarmee werd een caravan bewerkt. |

### Aflevering 3
Uitzenddatum: 3 maart 2012.

#### Spreekwoorden → Als één schaap over de dam is volgen er meer
| Uitdrukking                                       | Waar? | Notities |
| ------------------------------------------------- | ----- | --- |
| Als er één schaap over de dam is, volgen er meer. | Ja.   | Tom en Pascal kregen de opdracht om één schaap te nemen en het over een dam te laten gaan. Als de uitdrukking zou kloppen, zou de rest vanzelf moeten volgen. Toen ze dit probeerden, reed er echter een tractor over de dam heen, waar de volledige kudde achteraan rende. Een tweede poging werd gedaan. Door ze met voer te lokken kregen Pascal en Tom enkele schapen over de dam heen en de rest volgde inderdaad kort daarop. |

#### Onderwater
Als alternatieve duikuitrusting kan dienen...
| Onderwerp        | Notities |
| ---------------- | --- |
| Rietjes.         | Vijf rietjes werden aan elkaar geplakt met tape en Pascal ging hiermee onder water. Hij probeerde erdoor te ademen, maar dit lukte hem niet. |
| Ballonnen.       | Tien met lucht gevulde ballonnen werden onder water neergehangen aan met zand verzwaarde jerrycans. Arjan ging onder water en om te kunnen ademhalen nam hij een teug uit een ballon. Na afloop gaf hij echter aan dat hij na het inademen van één ballon hij direct over moest gaan op een andere en het derhalve niet de moeite waard was. |
| Omgekeerde doos. | Voor deze test werd een constructie gemaakt met als hoofdonderdeel een omgekeerde doos. Deze werd onder water gevuld met lucht (door middel van ballonnen) en Pascal had er inderdaad lang profijt van. |

#### Recycle → Gloeilamp
| Product voor               | Product(en) na.                   | Notities |
| -------------------------- | --------------------------------- | --- |
| Kapotte gloeilamp, augurk. | De gloeilamp kunnen hergebruiken. | Tom en Arjan sloegen het glas van een gloeilamp af, draaiden de overgebleven gloeispiraal terug in de fitting en prikten een augurk erop. Toen ze er stroom op zetten, brandde de augurk, na enkele seconden licht te hebben gegeven, door. Hierna werd een tweede augurk uitgerust met koperdraad en toen gaf hij langer licht. |

#### Jongens vs Meiden → Bodyguard
| Uitdaging                     | Winnaar    | Notities |
| ----------------------------- | ---------- | --- |
| Vip begeleiden op rode loper. | Jongens.   | Arjan en Dzifa kregen de opdracht om ieder een vip te begeleiden op de rode loper (Cristiano Ronaldo en vriendin). Er stond publiek rond deze rode loper. Echter: een aantal personen hadden waterballonnen en slagroomtaart om naar de vip te werpen. Arjan begeleidde zijn vip het beste. |
| Wc controleren.               | Onbeslist. | In de tweede deeltest moesten Arjan en Dzifa een toilet controleren op gevaar - microfoon achter spiegel, gif op toiletpapier en bom in stortbak. Ze kregen één minuut de tijd om de wc te controleren. Ze slaagden er allebei niet in de verstopte gevaren te ontdekken.                   |
| Achtervolging.                | Jongens.   | Arjan en Dzifa stonden in een limousine met hun hoofd door het dak en schoten met een paintball gun op een achtervolgende auto. Arjan raakte de auto zeven keer, Dzifa twee keer. |
| Uiteindelijke winnaar.        | Jongens.   | Eindstand: 2-0. Getrokken conclusie: de jongens zijn inderdaad de beste bodyguards. |

### Aflevering 4
Uitzenddatum: 10 maart 2012.

#### Net als in de film → "Sportwagen"
| Onderwerp              | Notities |
| ---------------------- | --- |
| In een Ferrari rijden. | Voor deze test werd een radiografisch bestuurbare miniatuur Ferrari gebruikt. Het effect van erin rijden werd gerealiseerd door de Ferrari vlak bij de camera te zetten en de acteurs (Ghino en Pascal) ver weg te laten staan. |

#### Jong vs Oud → Snelheid
| Uitdaging                      | Winnaar   | Notities |
| ------------------------------ | --------- | --- |
| Zo veel mogelijk hotdogs eten. | Jongeren. | In deze deeltest kregen twee jongeren (Pascal en Myrthe) en twee ouderen vijf minuten tijd om zo veel mogelijk hotdogs naar binnen te werken. De jongeren kregen er meer naar binnen dan de ouderen.                                                                                            |
| Taarten op lopende banden.     | Jongeren. | Bij deze proef gingen er slagroomtaarten over een loopband. Deze moesten eraf worden genomen, ingepakt en via een andere loopband in een winkelwagen worden gezet. De jongeren gingen als eerste en zij kregen negen taarten in het winkelwagentje. De ouderen hadden er (met valsspelen) acht. |
| Estafette.                     | Ouderen.  | In deze estafette reden eerst de dames uit beide teams op een scootmobiel over een parcours. Daarna zouden de heren hetzelfde parcours nog een keer afleggen op een segway. Door een fout van Pascal werden de jongeren in de laatste meters geklopt door de ouderen.                           |
| Uiteindelijke winnaar.         | Jongeren. | Eindstand: 2-1. Getrokken conclusie: voor snelheid moet je inderdaad bij de jongeren zijn en niet bij de ouderen. |

#### De Glijbaan → Extra zwembroek
| Vraag                                                               | Antwoord | Notities |
| ------------------------------------------------------------------- | -------- | --- |
| Is het mogelijk om op de glijbaan een andere zwembroek aan te doen? | Nee.     | Deze proef werd door Ghino uitgevoerd. Hij kreeg een zwembroek mee en hij probeerde deze aan te trekken over een andere die hij al aan had. Hij slaagde hier niet in. |

#### Koude cola
Een blikje cola kan worden afgekoeld door...
| Methode                                                             | Notities |
| ------------------------------------------------------------------- | --- |
| ...het in de vriezer te leggen.                                     | Een blikje cola werd in een vriezer gelegd. Het duurde meer dan drie kwartier voor de cola op temperatuur was. |
| ...het te verwarmen en dan in de vriezer te leggen (Mpemba-effect). | De cola werd uit het blikje in een pan gedaan en verwarmd naar een temperatuur van 40 graden. Daarna werd het in de vriezer gelegd in de hoop dat het sneller zou afkoelen. Dit werkte echter niet.                |
| ...het in zout water met ijs te doen.                               | Een bak werd gevuld met blokjes ijs, water en zout en daar werd een blikje cola in gezet. De cola was met twee minuten op temperatuur.                                                                             |
| ...een brandblusser te gebruiken.                                   | Het blikje werd op tafel gezet, maar toen de brandblusser erop werd losgelaten, viel het blikje van de tafel af naar beneden. De proef werd herhaald met het blikje in een bak. De cola was direct op temperatuur. |

### Aflevering 5
Uitzenddatum: 17 maart 2012.

#### Spreekwoorden → Men kan geen ijzer met handen breken
| Uitdrukking                           | Waar? | Notities |
| ------------------------------------- | ----- | --- |
| Men kan geen ijzer met handen breken. | Ja.   | Arjan en Pascal kregen een fiets en de bedoeling was om deze in een vuilcontainer te doen. Ze kregen de fiets niet kapot. Krachtsporter Wout Zijlstra werd ingeschakeld. Hij slaagde er weliswaar in de fiets te buigen, maar niet te breken. |

#### Jongens vs Meiden → Detective
| Uitdaging                             | Winnaar | Notities |
| ------------------------------------- | ------- | --- |
| Verdachte van een misdrijf aanwijzen. | Meiden  | In deze test was het de bedoeling dat de jongens (Arjan en Ghino) en de meiden (Luara en Dzifa) de verdachte van een misdrijf aan zouden wijzen. Hiervoor kregen ze de eerst de opdracht om bewijsmaterialen te verzamelen op de plaats delict en in de vermoedelijke vluchtauto van de dader. Nadat het bewijsmateriaal bij elkaar was gedaan, kregen zowel jongens als meiden de opdracht om de dader aan te wijzen. Beiden wezen ze de juiste persoon aan, maar omdat de jongens, in tegenstelling tot de meiden, er niet in slaagden het moordwapen te vinden - een bebloed samoeraizwaard dat in de auto lag verstopt - werd de winst aan de meiden toegekend. |
| Uiteindelijke winnaar.                | Meiden. | Getrokken conclusie: de meiden zijn echt de beste detectives. |

#### Recycle → Wasmachine
| Product voor        | Product(en) na.                 | Notities |
| ------------------- | ------------------------------- | --- |
| Kapotte wasmachine. | Chipsbak, barbecue en vuurkorf. | Allereerst gebruikten Tom en Arjan de glazen deur van de wasmachine als chipsbak. Vervolgens werd de trommel van de wasmachine omgebouwd tot barbecue waar het testteam vlees op bereidde. Na het nuttigen van deze maaltijd werd de trommel met behulp van de wasmachinemotor aan het draaien gebracht en als vuurkorf gebruikt. |

#### Autogordels
| Onderwerp                                | Conclusie                      | Notities |
| ---------------------------------------- | ------------------------------ | --- |
| Autogordel doorsnijden zonder noodhamer. | Een nagelvijl werkt het beste. | In deze deeltest werd bekeken hoe men zich bij een ongeluk uit een autogordel kon bevrijden als er geen noodhamer met mes voor handen zou zijn. De eerste methode die uitgetest werd, was een nagelvijl. De zijkant van de vijl sneed de autogordel al snel door. Met een aansteker werd getracht de gordel door te branden, maar dat lukte niet goed. De laatste methode die werd bekeken, was doorsnijden met glasscherven uit de achteruitkijkspiegel. Dit lukte wel, maar duurde langer dan met de nagelvijl en het werd ook gevaarlijk bevonden. |
| De kracht van autogordels.               | Zie Notities.                  | Een sloopauto werd met behulp van een autogordel aan een paal vastgezet. Vervolgens probeerde presentator Klaas de gordel kapot te trekken door er met de auto aan te trekken. De gordel bleef heel. Daarna werd een poging gedaan om een andere sloopauto aan een autogordel omhoog te hijsen. Een hijskraan hees de auto tot helemaal bovenaan. De auto viel pas naar beneden toen het testteam de gordel doorbrandde door middel van een flare. |

### Aflevering 6
Uitzenddatum: 24 maart 2012.

#### Net als in de film → "Suikerglas"
| Onderwerp                | Notities |
| ------------------------ | --- |
| Een ruit van suikerglas. | Eerst werd er een bodempje spinsuiker in een pan gesmolten, de klonten werden eruit geroerd en de ontstane vloeistof werd op een bakplaat gegoten. Nadat deze was opgedroogd, werd de ontstane ruit uit de plaat gehaald en in het kozijn van een deur geplaatst. Vervolgens speelden Arjan en Dico een scène waarbij laatstgenoemde met zijn hoofd door deze glasruit werd geslagen. Hij had geen pijn aan zijn hoofd. |

#### Wakker Worden
| Onderwerp                                              | Notities |
| ------------------------------------------------------ | --- |
| Automatisch de deken van je af getrokken laten worden. | Hiervoor werd de motor van een fabrieksband gebruikt. Deze werd voorzien van een timer. Op het moment dat de timer af zou gaan, zou de motor aanslaan en de deken wegtrekken. Arjan lag in dit bed en de deken werd inderdaad van hem af getrokken. |
| Automatisch het bed laten inklappen.                   | Voor deze deeltest werden de poten aan één kant van het bed voorzien van scharnieren. Op het moment dat de timer af zou gaan, zouden de scharnieren inklappen, waardoor degene die in bed ligt, eruit zou vallen. Ghino ging voorzichtig in het bed liggen om te voorkomen dat de scharnieren vroegtijdig zouden inklappen. Uiteindelijk ging de timer af en Ghino viel daadwerkelijk naar beneden, op een matras dat voor deze test naast het bed was gelegd.                                                                                              |
| Douchen en afdrogen.                                   | Hier werd gekeken hoe het ochtendritueel eenvoudiger gedaan zou kunnen worden. Hiertoe werden een aantal constructies in elkaar gezet. Bij de daadwerkelijke test ging Arjan onder een speciaal geprepareerde douche staan. Naast zich had hij een fietsstuur en op het moment dat hij de handremmen in zou drukken, zou er shampoo uit flessen komen, die boven zijn hoofd hingen. Het afdrogen ging met een volautomatisch heen en weer gaande handdoek en een drietal föhns in de muur. Na afloop gaf Arjan aan dat hij zo wel wakker zou willen worden. |

#### De Glijbaan → Zeep
| Vraag                                                                   | Antwoord | Notities |
| ----------------------------------------------------------------------- | -------- | --- |
| Is het mogelijk om sneller van de glijbaan te gaan met behulp van zeep? | Ja.      | Voor deze test ging testteamlid Dico twee keer van de waterglijbaan. De eerste keer zou hij normaal van de glijbaan gaan en de tweede keer met zeep. Hij was met zeep inderdaad sneller beneden (19"84 tegen 16"81). |

#### Jongens vs Meiden → Evenwicht
| Uitdaging                                                     | Winnaar  | Notities |
| ------------------------------------------------------------- | -------- | --- |
| Op één blik balancerend steentjes uit een schoen verwijderen. | Jongens. | Arjan en Dzifa werden in een geprepareerd veldje met poep gezet. Ze stonden met schoenen aan op twee blikken, maar presentator Klaas zou een van die blikken wegtrekken en dan moesten ze al balancerende hun schoen uitdoen, de steentjes eruit kiepen en daarna de schoen weer terug aandoen. Arjan ging als eerste en na 31" had hij de opdracht uitgevoerd. Dzifa had 1'04" nodig voordat ze klaar was. |
| Breakdance.                                                   | Meiden.  | Na uitleg te hebben gekregen van een groep breakdancers (Hustle Kidz) moesten Dzifa en Arjan om beurten een stukje breakdancen om vervolgens te eindigen met een turtle freeze, wat inhield dat ze met slechts één arm op de grond steunend moesten blijven staan. Dzifa ging als eerste en hield haar turtle freeze negen seconden vol, Arjan slaagde niet in het uitvoeren van deze move.                 |
| Over een evenwichtsbalk lopen met twee gevulde vissenkommen.  | Jongens. | Op een hoogte van circa vijf meter lag een evenwichtsbalk en Arjan en Dzifa kregen de opdracht om over deze balk heen en weer te lopen met twee vissenkommen in hun handen. Halverwege de evenwichtsbalk moesten ze de twee vissenkommen van hand wisselen. Als ze onderweg zouden vallen, moest er opnieuw gestart worden. Arjan ging als eerste en hij legde de proef in 48" af, Dzifa in 1'09".          |
| Uiteindelijke winnaar.                                        | Jongens. | Eindstand: 2-1. Getrokken conclusie: de jongens zijn het beste als het gaat om evenwicht. |

### Aflevering 7
Uitzenddatum: 31 maart 2012.

#### Spreekwoorden → Het gras is altijd groener aan de overkant
| Uitdrukking                                 | Waar? | Notities |
| ------------------------------------------- | ----- | --- |
| Het gras is altijd groener aan de overkant. | Nee.  | In deze test stonden twee weilanden centraal. Op één weiland stond het testteam, het tweede was aan de overkant van een sloot. Om deze uitdrukking op waarheid te testen, werd van beide graslanden een hoopje gras afgemaaid en de kleuren groen werden vergeleken. Er zat nagenoeg geen verschil tussen. |

#### Vangnet
Het is mogelijk om uit een brandend huis te springen met behulp van...
| Product                 | Notities |
| ----------------------- | --- |
| ...een laken.           | Een laken werd genomen en deze werd onder een 3½ meter hoog raam gespannen. Vervolgens duwde het testteam een testpop door dit raam. Toen de pop beneden aankwam, liep deze zware schade op.                                                                              |
| ...skippyballen.        | Een aantal skippyballen werden in een bak gedaan en een testpop werd door het raam naar beneden geduwd. Ook dit keer liep deze zware schade op. |
| ...matrassen en kleren. | Onderaan het raam werd een ondergrond van matrassen en kledij aangebracht. Toen het testteam vanuit het raam weer een testpop naar beneden lieten vallen, bleef deze intact. Ook de testteamleden slaagden er, na een training, in om heelhuids uit dit raam te springen. |

#### Vuurwerk → Sterretjes
| Onderwerp                  | Notities |
| -------------------------- | --- |
| Het gevaar van sterretjes. | Het hoofd van een testpop werd bekleed met haar. Een sterretje werd tegen het haar aan gehouden en dit vatte vlam. |

#### Jongens vs Meiden → Optische illusies
| Uitdaging                                                          | Winnaar  | Notities |
| ------------------------------------------------------------------ | -------- | --- |
| Verschillende optische illusies.                                   | Jongens. | Tom en Dzifa kregen vier optische illusies te zien waarover een vraag werd gesteld. Tom had er één meer goed. |
| In een rij van vazen zien welke evenveel vloeistof in zich hebben. | Meiden.  | In deze deeltest stonden vijf vazen centraal, elk met verschillende maten en een bepaalde hoeveelheid vloeistof. Tom en Dzifa moesten met het oog bepalen welke vazen een gelijke hoeveelheid vloeistof in zich hadden. Van de vijf vazen waren er vier met een gelijke hoeveelheid vloeistof, waarvan Tom er twee uit haalde, Dzifa drie. |
| Diepte zien met één oog.                                           | Jongens. | Op het Checkpointterrein stond een grote knuffelbeer en zo'n 100 meter daarachter stond een graafmachine. Tom en Dzifa moesten de grijper laten komen en deze dan de knuffelbeer laten pakken. Ze hadden echter één oog afgedekt, waardoor ze geen diepte konden zien. Tom ging als eerste en hij had twee pogingen nodig voordat hij erin slaagde de graafmachine de beer te laten pakken. Dzifa's beurt werd afgebroken toen het bij haar tweede poging niet lukte. |
| Uiteindelijke winnaar.                                             | Jongens. | Eindstand: 2-1. Getrokken conclusie: de jongens zijn het beste met de ogen. |

### Aflevering 8
Uitzenddatum: 7 april 2012.

#### Net als in de film → "De Ontsnapping"
| Onderwerp                                   | Notities |
| ------------------------------------------- | --- |
| Gevangenistralies doorvijlen en ontsnappen. | Voor deze test werden isolatiemateriaal en onderbroken koperbuizen gebruikt. Op de plaatsen waar geen koper zat, gebruikte Arjan een vijl om de tralies door te zagen en zo te ontsnappen. |

#### Jongens vs Meiden → Vangen
| Uitdaging                       | Winnaar | Notities |
| ------------------------------- | ------- | --- |
| Pannenkoeken vangen.            | Meiden. | Presentator Klaas wierp 10 pannenkoeken uit een installatie met pannenkoeken. De bedoeling was om er zo veel mogelijk te vangen voor een rugbyteam. Myrthe deed deze proef als eerste en ving vijf pannenkoeken. Tom ging erna, maar hij ving er slechts twee.                    |
| Vissen uit een bassin scheppen. | Meiden. | In de tweede deeltest stond een bassin centraal waarin goudvissen zwommen. De bedoeling was om binnen vier minuten zo veel mogelijk vissen uit het bassin te scheppen met behulp van een schepnet. De gevangen vissen deden ze dan in een waterbak. Myrthe ving de meeste vissen. |
| Stuiterballen vangen.           | Meiden. | Uit een buis kwamen 3000 stuiterballen zetten en de bedoeling was om er zo veel mogelijk te vangen. Tom ving er 57, Myrthe 61. |
| Uiteindelijke winnaar.          | Meiden. | Eindstand: 3-0. Getrokken conclusie: het zijn de meiden die het beste kunnen vangen. |

#### De Glijbaan → Ontstoppers
| Vraag                                                                            | Antwoord                                        | Notities |
| -------------------------------------------------------------------------------- | ----------------------------------------------- | --- |
| Is het mogelijk om langzamer van de glijbaan te gaan met behulp van ontstoppers? | Als je de ontstoppers al in het begin gebruikt. | Deze test werd uitgevoerd door Luara en zij ging twee keer van de glijbaan. De eerste keer ging ze normaal, de tweede keer nam ze twee ontstoppers mee waarmee ze trachtte af te remmen. Op het eind slaagde Luara erin grip te krijgen op de ontstoppers en zo ietwat af te remmen. Dit gaf echter een vertraging van slechts anderhalve seconde. |

#### Klittenband Test
| Onderwerp                               | Notities |
| --------------------------------------- | --- |
| Deur barricaderen met klittenband.      | Een doorsnee deur zonder slot werd gesloten en aan de binnenkant vastgezet met twee strips klittenband. Van buiten was de deur niet open te krijgen. Ook met een stormram brak de deur niet uit zijn sluiting, het veroorzaakte slechts een gat. |
| Spullen in caravan op zijn plek houden. | Een aantal losse keukenvoorwerpen, waaronder een koffiezetapparaat en een pan soep, werden in een caravan vastgezet met klittenband. Vervolgens reed presentator Klaas er een slalom mee. Na afloop zaten de spullen nog nagenoeg op hun plaats. Toen Klaas de slalom met hoge snelheid reed, was er niet veel schade. Pas toen er een vorkheftruck werd ingezet om de caravan te kantelen, kwam er aanzienlijke schade. |

### Aflevering 9
Uitzenddatum: 14 april 2012.

#### Spreekwoorden → Wat de boer niet kent dat vreet hij niet
| Uitdrukking                               | Waar? | Notities |
| ----------------------------------------- | ----- | --- |
| Wat de boer niet kent dat vreet hij niet. | Ja.   | In deze test probeerden testteamleden Tom en Arjan koekjes met meelwormen aan boeren uit te delen. Geen enkele boer nuttigde er een. |

#### Jongens vs Meiden → Concentratie
| Uitdaging                                    | Winnaar  | Notities |
| -------------------------------------------- | -------- | --- |
| Elektrisch spijkerpoepen.                    | Jongens. | Voor deze proef hing er een hersenpan boven de set. Luara en Ghino kregen de opdracht om deze met behulp van verschillende afstandsbedieningen in een pan te laten zaken. Luara ging als eerste en zij deed er 6.00 " over om de opdracht af te maken, Ghino lukte het in 5'30 |
| Apparaten inschakelen door hersenactiviteit. | Jongens. | In de tweede deeltest kregen Luara en Ghino een speciaal apparaat op hun hoofd waarmee ze door middel van hun hersenactiviteit apparaten konden inschakelen. Ghino ging als eerste en hij kreeg in een tijd van 7'00" twee stukken sfeerverlichting en een radio ingeschakeld. Luara kreeg de radio niet aan en haar poging werd na genoemde tijd afgebroken. |
| Geblinddoekt route afleggen.                 | Meiden.  | Presentator Klaas gaf Luara en Ghino een route door die ze moesten afleggen op een parcours, voorzien van schrikdraad en verschillende andere hindernissen. Terwijl Klaas deze route doorgaf moesten Luara en Ghino zo vaak mogelijk met een mes tussen hun vingers steken. Daarna werden ze geblinddoekt en werd geteld hoeveel fouten ze maken. Omdat Ghino het vaakst stak, werd er bij hem één fout in mindering gebracht. Desondanks won Luara deze proef met vier fouten tegen zeven van Ghino. |
| Uiteindelijke winnaar.                       | Jongens. | Eindstand: 2-1. Getrokken conclusie: over het algemeen kunnen de jongens zich het beste concentreren. |

#### Recycle → Binnenbanden
| Product voor  | Product(en) na. | Notities |
| ------------- | --------------- | --- |
| Binnenbanden. | Trampoline.     | Rick en Dico trachtten van een aantal oude fietsbanden een trampoline te maken. Hiervoor spanden ze de banden op een constructie. De trampoline werkte inderdaad. |

#### Papiertest
| Vraag/onderwerp                                             | Conclusie     | Notities |
| ----------------------------------------------------------- | ------------- | --- |
| Hoe vaak kan een stuk papier gevouwen worden?               | Negen keer.   | Diverse normale maten papier konden Tom en Arjan niet vaker dan zes keer omvouwen. Echter: er werd een extra groot papier erbij gehaald en dit konden ze negen keer vouwen. Hiervoor gebruikten ze een wals om het gevouwen papier aan te drukken voordat ze aan de volgende vouw zouden beginnen.                                        |
| Twee in elkaar geschoven telefoonboeken uit elkaar trekken. | Zie Notities. | Arjan en Tom weefden twee telefoonboeken in elkaar door de bladzijden over elkaar heen te leggen. Dit probeerden ze uit elkaar te trekken, maar dat lukte hen niet. Ook eraan hangen kreeg de boeken niet los van elkaar. Als laatste werd een trekpaard ingezet die de boeken los probeerde te trekken, maar ook dit gaf geen resultaat. |

### Aflevering 10
Uitzenddatum: 21 april 2012.

#### Schimmelgevaar → Pannenkoekenbeslag
| Product             | Notities |
| ------------------- | --- |
| Pannenkoekenbeslag. | Arjan en Rick maakten een beslag voor pannenkoeken en bakten daar een pannenkoek mee. Vervolgens werd het overgebleven beslag een maand lang in een container gezet. Na het verstrijken van deze maand werd het uit de container gehaald. Het beslag was ingedikt, maar nog wel vloeibaar genoeg om een pannenkoek mee te bakken. Dit werd dan ook gedaan, maar tijdens het bakproces kwamen er maden tevoorschijn en toen aan het uiteindelijke resultaat geroken werd, werd duidelijk dat het niet meer te eten zou zijn. |

#### Slootje springen
| Onderwerp                                       | Conclusie                     | Notities |
| ----------------------------------------------- | ----------------------------- | --- |
| Manieren om met fiets een sloot over te steken. | Luchtbedden werken het beste. | Als eerste werden luchtbedden genomen. Met tape werden ze aan elkaar geplakt en over de sloot gelegd waardoor een brug ontstond. Pascal trachtte deze brug over te steken met de fiets. Ondanks de instabiliteit slaagde hij erin de overkant te bereiken. Op de terugweg viel hij echter alsnog. Bij de tweede deeltest werd een elastiek tussen twee bomen gespannen en werd een poging gedaan om de fiets naar de overkant te lanceren. De fiets haalde de overkant niet. Als dit wel gelukt was, zou de persoon er zelf echter nog niet mee aan de overkant zijn. Als laatste methode werd de fiets met behulp van verschillende drijvers omgebouwd tot waterfiets. Arjan probeerde hiermee aan de overkant te komen. Hij kwam de sloot goed door, maar slaagde er niet in op de kant te komen. Uiteindelijk werd besloten dat de luchtbedden toch het beste werken. |

#### Recycle → Verhuisdoos
| Product voor | Product(en) na.     | Notities |
| ------------ | ------------------- | --- |
| Verhuisdoos. | Kledingvouwmachine. | Een verhuisdoos werd in stukken geknipt en deze werden met tape aan elkaar gezet. Arjan legde hier een T-shirt op en vouwde de kanten van de constructie om de beurt dicht. Na afloop was het T-shirt strak opgevouwen. |

#### Jongens vs Meiden → Piraat
| Uitdaging                 | Winnaar | Notities |
| ------------------------- | ------- | --- |
| Vlag hijsen.              | Meiden. | In de eerste proef kregen Dzifa en Ghino de opdracht om met een vlag tot aan het kraaiennest van een schip te klimmen en daar dan de vlag op te hangen. Dzifa voerde de opdracht als eerste af en haalde een tijd van 1'25". Ghino ging daarna, maar haalde een tijd van 2'04". |
| Buit in het schip vinden. | Meiden. | Het idee van de tweede opdracht was dat een kapitein een goud in het schip had verborgen, maar omdat hij nogal vergeetachtig was, had hij in het schip aanwijzingen verstopt die het terugvinden van de zak zouden vergemakkelijken. Dzifa en Ghino moesten de aanwijzingen vinden om uiteindelijk bij het goud te komen, dat verborgen zat in een kist met ratten. Dzifa maakte de proef in een snellere tijd af (11'26" tegen 12'24"). |
| Vluchten.                 | Meiden. | In deze laatste deeltest was het idee om zo snel mogelijk te vluchten van het schip. Allereerst moesten Dzifa en Ghino abseilen tot aan een vlot onder het schip. Daarmee zouden ze dan naar een vluchtsloep peddelen. Ook deze test maakte Dzifa als eerste af (2'12" tegen 3'24"). |
| Uiteindelijke winnaar.    | Meiden. | Eindstand: 3-0. Getrokken conclusie: de meiden zijn de beste piraten. |

### Aflevering 11
Uitzenddatum: 28 april 2012.

#### Spreekwoorden → Hoge bomen vangen veel wind
| Uitdrukking                  | Waar? | Notities |
| ---------------------------- | ----- | --- |
| Hoge bomen vangen veel wind. | Ja.   | Er waren twee bomen, een hoge en een lage. Tom en Arjan klommen met respectievelijk een hoogwerker en een trapje tot bovenaan deze bomen en hielden er een windmeter bij. De hoge boom ving inderdaad meer wind. |

#### Super Soaker Test
| Onderwerp                        | Notities |
| -------------------------------- | --- |
| Spuiten met andere vloeistoffen. | Bij een korte test werd aangetoond dat water ongeveer 7 meter spuit. Vervolgens werd geprobeerd om de supersoaker verder te laten schieten met een andere vloeistof. Als eerste werd slaolie gebruikt en deze kwam 7,24 meter ver. De tweede poging werd met champagne gedaan en deze spoot 8,60 meter ver met pompen en 9,30 meter toen de supersoaker nog geschud werd. Als laatste werd cola genomen. Met pompen en schudden haalde deze een afstand van 9,80 meter. |
| CO2-patroon.                     | De pomp werd van een Super Soaker gehaald en vervangen door een CO2-patroon. Het water spoot ver, maar het patroon ging snel op. |
| De super Super Soaker.           | Verschillende Super Soakers werden met elkaar omgebouwd tot één grote Super Soaker. Deze bestond uit twee kanonnen, twee waterreservoirs en een groot CO2-patroon. Vervolgens hielden Arjan en Ghino een watergevecht. Arjan gebruikte de grote Super Soaker en Ghino een gewone. Ghino was echter kansloos en werd van top tot teen natgespoten door Arjan. |

#### Vuurwerk → Rotjes bundelen
| Onderwerp        | Notities |
| ---------------- | --- |
| Rotjes bundelen. | Het testteam legde een hoopje rotjes neer en stak dit op twee meter afstand af van achter een scherm. De rotjes gingen af en presentator Klaas werd op verschillende plaatsen geraakt door het rondvliegende vuurwerk. |

#### Jongens vs Meiden → Superheld
| Uitdaging              | Winnaar  | Notities |
| ---------------------- | -------- | --- |
| Transformeren.         | Jongens. | Dzifa en Pascal werden gebeld in een telefooncel en de opdracht was om in een zo kort mogelijke tijd te transformeren tot superheld. Dzifa deed 2'00" over deze opdracht, Pascal 1'45".                                                        |
| Reddingsactie.         | Jongens. | Dzifa en Pascal moesten tot boven in een boom klimmen om er een kat uit te bevrijden. Degene die als eerste weer terug beneden zou zijn, zou hebben gewonnen. Pascal kwam snel omhoog, Dzifa niet en Pascal won deze test dan ook overtuigend. |
| Vliegen.               | Jongens. | In de laatste deeltest gingen Dzifa en Pascal skydiven. Eerst kregen ze een kwartier training en daarna moesten ze zo goed mogelijk vliegen. Pascal werd tot winnaar uitgeroepen.                                                              |
| Uiteindelijke winnaar. | Jongens. | Eindstand: 3-0. |

### Checkpoint Recycle
Uitzenddatum: 5 mei 2012.
Speciale aflevering over recycling. Deze special bestond uit tests omtrent milieu en Recycle. Twee van de drie tests uit deze aflevering (Jongens vs. Meiden → Vuilnisman en Energie) waren reeks vertoond in eerdere afleveringen, één test was nieuw. Verder verschenen er ook op internet enkele recycletests.

#### Recycle → "Elektrische Gitaar"
| Product voor                      | Product(en) na.     | Notities |
| --------------------------------- | ------------------- | --- |
| Stukken hout, doosje, oude radio. | Elektrische gitaar. | Met genoemde onderdelen die uit een hoop vuilnis kwamen en verder nog touw, spijkers en een piëzo-element werd een werkende elektrische gitaar gebouwd. |

### Aflevering 12
Uitzenddatum: 12 mei 2012.

#### Schimmelgevaar → Spinazie
| Product   | Notities |
| --------- | --- |
| Spinazie. | Een bak verse spinazie werd twee weken lang in een container gezet. Na het verstrijken van de twee weken was de spinazie grotendeels opgelost en niet meer te eten. Presentator Klaas legde uit dat er nitriet in de spinazie was ontstaan. Het binnenkrijgen van grote hoeveelheden van deze stoffen, zou de dood als gevolg kunnen hebben. |

#### De Foptest
In deze test nam presentator Klaas samen met testteamlid Pascal verschillende testteamleden in de maling met verschillende fopartikelen, om te testen of deze werkten.
| Product        | Notities |
| -------------- | --- |
| Niespoeder.    | In deze deeltest werd een poging gedaan om Arjan in de maling te nemen. Hij kreeg de opdracht om geblinddoekt aan een aantal producten te ruiken. Deze waren echter besprenkeld met niespoeder. Arjan moest niet niezen, maar gaf wel aan dat zijn neus irriteerde door het poeder. Uiteindelijk snoven Arjan, Pascal en presentator Klaas alle drie neuspoeder op dat ze op de tafel hadden gesprenkeld. Hoewel ze niet moesten niezen, hadden ze er wel last van. |
| Jeukpoeder.    | Ghino was het slachtoffer in deze proef. Hij kreeg de opdracht om binnen dertig seconden zo veel mogelijk T-shirts over elkaar heen aan te trekken. De eerste drie waren echter besprenkeld met jeukpoeder. Toen Ghino nietsvermoedend het eerste shirt aantrok, werd hij direct geveld door de jeuk. |
| Bloedcapsules. | Het slachtoffer van deze laatste proef was Dzifa. Haar werd wijsgemaakt dat er een jongens vs. meiden test werd gedaan over honkbal. Pascal nam een bloedcapsule in zijn mond en tijdens de introductie van deze test ‘stootte’ Klaas met een knuppel tegen Pascal aan, waardoor de mond van laatstgenoemde zich met bloedpoeder vulde en het leek alsof Pascal bloed spuugde.                                                                                      |

#### Recycle → Blik
| Product voor | Product(en) na. | Notities |
| ------------ | --------------- | --- |
| Leeg blik.   | Popcornmachine. | In deze test werd een opening in een leeg blik geknipt. Hier werd olie en maïs doorheen in het blik gedaan. Vervolgens werd het geheel op een kookplaat gezet. Na een poosje pofte de maïs en ontstond er popcorn. |

#### Jongens vs Meiden → Arts
| Uitdaging              | Winnaar     | Notities |
| ---------------------- | ----------- | --- |
| Eerste hulp.           | Meiden.     | In deze deeltest was het de bedoeling dat testteamleden Ghino en Luara een patiënt eerste hulp zouden verlenen en uiteindelijk op een brancard te leggen zodat de patiënt naar het ziekenhuis vervoerd kon worden. Na afloop zou een specialist dan beslissen wie het beter deed. Omdat Luara een betere communicatie had met de patiënt werd zij tot winnaar uitgeroepen.                                                                                            |
| Diagnose stellen.      | Gelijkspel. | De patiënt was in het ziekenhuis aangekomen en de opdracht aan Ghino en Luara was vast te stellen wat deze mankeerde. Beiden besloten ze uiteindelijk tot het nemen van een röntgenfoto. Ghino en Luara kregen drie foto´s te zien en ze moesten zien welke van de patiënt was. Uiteindelijk werd duidelijk dat Luara beter was in het stellen van de diagnose, maar dat Ghino, in tegenstelling tot Luara, de juiste foto koos. Daardoor eindigde deze proef gelijk. |
| Verbinden.             | Jongens.    | De laatste deeltest ging over het verbinden van de patiënt. Zowel Ghino als Luara legden de verschillende lagen van het verband in de juiste volgorde aan, maar Ghino werd tot winnaar uitgeroepen omdat bij hem de vingers nog vrij waren, bij Luara was dit niet het geval. |
| Uiteindelijke winnaar. | Gelijkspel. | Eindstand: 2-2. |

### Aflevering 13
Uitzenddatum: 19 mei 2012.
In deze laatste aflevering werd een compilatie vertoond van de beste fragmenten uit het zesde seizoen. Dit waren: de beelden uit weerballon (afl. 1), de klittenbandtest (afl. 8) en de autogordeltest (afl. 5). Tevens werd een fragment getoond van beide edities Jong vs. Oud over het beste brein en snelheid (afl. 2 & 4).

#### Jongens vs Meiden → Compilatie
In het zesde seizoen was de seizoensuitslag Jongens vs. Meiden 6-5 in het voordeel van de jongens (5× winst jongens, 4× winst meiden en 1× gelijk). Er werd een compilatie getoond van tests. Dit waren: de ontsnappingstest (afl. 1) en de evenwichtstest (afl. 6).

## Kijkcijfers zaterdagafleveringen
| Datum            | Aantal kijkers | Marktaandeel |
| ---------------- | -------------- | ------------ |
| 18 februari 2012 | 166.000        | 13,9%        |
| 25 februari 2012 | 186.000        | 18,6%        |
| 3 maart 2012     | 138.000        | 15,3%        |
| 10 maart 2012    | 140.000        | 15,0%        |
| 17 maart 2012    | 201.000        | 20,7%        |
| 24 maart 2012    | 119.000        | 12,4%        |
| 31 maart 2012    | 169.000        | 17,1%        |
| 7 april 2012     | 130.000        | 12,4%        |
| 14 april 2012    | 139.000        | 14,7%        |
| 21 april 2012    | 106.000        | 12,0%        |
| 28 april 2012    | 87.000         | 9,6%         |
| 5 mei 2012       | 88.000         | 8,6%         |
| 12 mei 2012      | 96.000         | 11,6%        |
| 19 mei 2012      | 51.000         | 6,1%         |

## Trivia
- De bus in de test met de weerballon (aflevering 1) werd voorheen gebruikt in Jong. Reden dat dit programma hem eruit deed, was dat hij dusdanig gehavend was dat hij daar niet meer gebruikt kon worden.[1]